# موقف عبود
 عبود هي منطقة تابعة لحي الساحل، وموقف لنقل الركاب يقع في محافظة القاهرة، علي حدود محافظة القليوبية، تشتهر منطقة عبود بكونها البوابة الشمالية لمحافظة القاهرة حيث يوجد بها
أكبر موقف للسرفيس والباصات التي تنقل المواطنين يوميا إلى العديد من محافظات
مصر، كما تشتهر أيضا بوجود كوبري عبود الشهير بها وهو عبارة عن كوبري مشاة يمر فوق تجمع كبير للسكك الحديدية.